# 나고야 비행장
나고야 비행장(일본어: 名古屋飛行場, IATA: NKM, ICAO: RJNA)은 일본 아이치현 나고야시에 있는 공항으로 공항 시설은 현영 나고야 공항(일본어: 県営名古屋空港)이라는 명칭이 사용되며 소재지에서 따온 고마키 공항(일본어: 小牧空港)이라 불리기도 한다.

## 개요
이 비행장은 항공자위대 고마키 기지가 병설되어 있기 때문에 민간기와 군용기가 같은 활주로를 공유하며 나고야시 기타구, 가스가이시, 고마키시, 니시카스가이군 도요야마정에 걸쳐 있으며 시즈오카 공항과 함께 후지드림 항공의 허브 공항으로 사용되고 있다.

## 역사
1944년 고마키 비행장이라는 이름으로 개항한 뒤 1946년 미군에 접수되었다가 1958년에 반환되었고 그 후 2005년 2월 17일 나고야 주부 국제공항이 개항하기 전까지 나고야 항공 교통의 관문 역할을 담당해오다가 개항 후에는 제2종 공항으로 하향 분류되었으며 관리도 국토교통성에서 아이치현청으로 이관되었다. 
또한 기존의 IATA 코드는 주부 국제공항에 넘어간 후 NKM이라는 새 코드를 부여받았으며 1980년대 초부터 1990년대까지 이 공항은 도쿄 나리타 국제공항과 오사카 이타미 공항의 항공량 증가로 수요가 급증했다.

## 운항 노선

### 국내선
| 항공사        | 목적지                                                                           |
| ------------- | -------------------------------------------------------------------------------- |
| 후지드림 항공 | 구마모토, 고치, 기타큐슈, 니가타, 아오모리, 야마가타, 이즈모, 하나마키, 후쿠오카 |

## 같이 보기
- 3식 전투기